# Puja (Pyuthan)
Puja – gaun wikas samiti w zachodniej części Nepalu w strefie Rapti w dystrykcie Pyuthan. Według nepalskiego spisu powszechnego z 2001 roku liczył on 862 gospodarstw domowych i 4576 mieszkańców (2455 kobiet i 2121 mężczyzn).